# Volleybal Combinatie Amigos, Smash en Avanti 2022-2023
Questa voce raccoglie le informazioni riguardanti il Volleybal Combinatie Amigos, Smash en Avanti nelle competizioni ufficiali della stagione 2022-2023.

## Stagione
Il Volleybal Combinatie Amigos, Smash en Avanti partecipa alla stagione 2022-23 senza alcuna denominazione sponsorizzata.
Ottiene un settimo posto nella stagione regolare di Eredivisie, piazzandosi poi in prima posizione nella Pool B. In Coppa dei Paesi Bassi giunge fino ai quarti di finale.

## Organigramma societario
Area direttiva
- Presidente: Merlijne Boeracker
- Team manager: Frank Benne

Area tecnica
- Allenatore: Erik Gras
- Assistente allenatore: Misha Latuhihin
- Scoutman: Lieke Lankheet

## Rosa
| N° | Nome                | Ruolo | Data di nascita  | Nazionalità sportiva |
| -- | ------------------- | ----- | ---------------- | -------------------- |
| 1  | Mathijs Apine       | C     | 18 marzo 2002    | Paesi Bassi          |
| 2  | Ties Cornelissen    | S     | 29 gennaio 2002  | Paesi Bassi          |
| 3  | Dustin Bontrop      | L     | 5 febbraio 1996  | Paesi Bassi          |
| 5  | Imre Harnischmacher | S     | 1995             | Paesi Bassi          |
| 7  | Job Groenendaal     | O     | 1998             | Paesi Bassi          |
| 8  | Mick Rothof         | L     | 1995             | Paesi Bassi          |
| 9  | Jip Kemperman       | C     | 2002             | Paesi Bassi          |
| 11 | Daniel Minkov       | P     | 20 luglio 1999   | Bulgaria             |
| 14 | Jesse Kling         | P     | 16 ottobre 1994  | Paesi Bassi          |
| 15 | Koen Scholten       | C     | 2 luglio 2000    | Paesi Bassi          |
| 16 | Mees Blom           | S     | 5 settembre 1998 | Paesi Bassi          |
| 17 | Martin Dimitrov     | O     | 28 dicembre 1999 | Bulgaria             |

## Statistiche

### Statistiche di squadra
| Competizione          | Punti | In casa | In casa | In casa | In trasferta | In trasferta | In trasferta | Totale | Totale | Totale |
| Competizione          | Punti | G       | V       | P       | G            | V            | P            | G      | V      | P      |
| --------------------- | ----- | ------- | ------- | ------- | ------------ | ------------ | ------------ | ------ | ------ | ------ |
| Eredivisie            | 22/22 | 15      | 7       | 8       | 15           | 6            | 9            | 30     | 13     | 17     |
| Coppa dei Paesi Bassi | -     | 1       | 0       | 1       | 1            | 1            | 0            | 2      | 1      | 1      |
| Totale                | -     | 16      | 7       | 9       | 16           | 7            | 9            | 32     | 14     | 18     |

### Statistiche dei giocatori
Dati non disponibili.